# Dolichostachys
Dolichostachys, monotipični biljni rod iz porodice primogovki smješten u tribus Justicieae, dio potporodice Acanthoideae. Jedina vrsta je madagaskarski endemski grm D. elongata. Opisan je u Taxon 133. 2021. Ograničen je na provinciju Toamasina.